# 飛び出し坊や

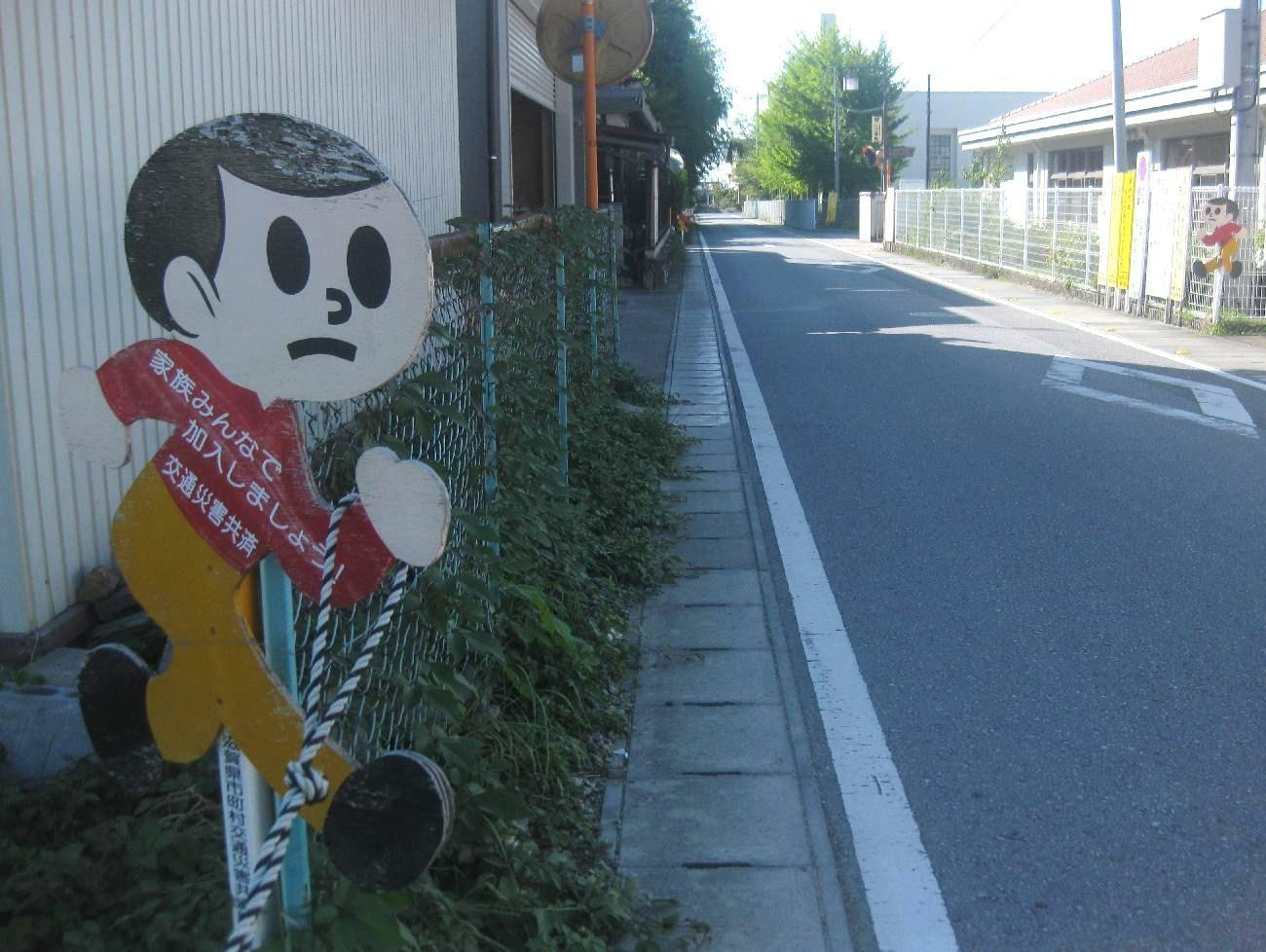
みうらじゅんが「0系」と命名したデザインのもの。この画像内には3体が写り込んでいる。滋賀県犬上郡豊郷町。

飛び出し坊や（とびだしぼうや）とは、児童が道路に飛び出して自動車などと接触する事故を防止する目的で、ドライバーへの注意喚起のために、通学路などに設置されている看板のことである。

## 概要

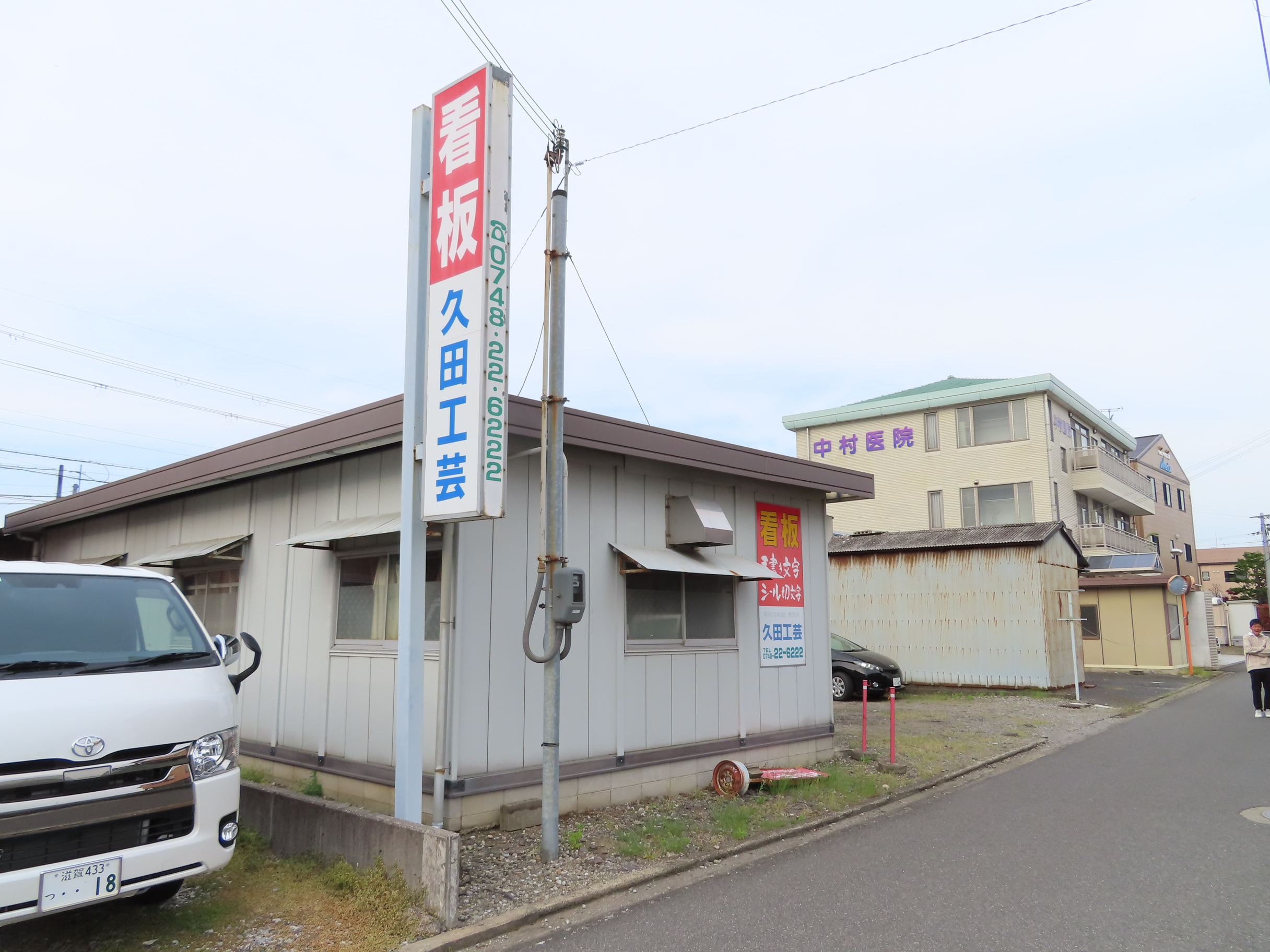
久田工芸（滋賀県東近江市）

交通戦争と呼ばれた昭和30年代頃から、ドライバーに飛び出し注意を促す看板が日本各地で製作されるようになり、児童が道路に飛び出す姿をモチーフとするものも現れた。始めは板に児童の絵を描いただけのものが多かったが、のちに児童の形に板をくり抜くタイプが生まれ、そちらが主流となった。東北地方から九州まで日本各地にあるが、特に近畿地方に多く、なかでも滋賀県内の設置数は日本一といわれる。
製作・設置は主に地元のPTAや町内会が行なっている。飛び出し坊やは立て看板や幟などと同じ道路占用物であり、民有地以外に設置する場合は道路管理者の道路占用許可が必要であるが、交通安全啓発を目的とするものであるため、無許可で設置してあっても黙認されているケースがある。
現在主流となっている飛び出し坊やは、滋賀県八日市市社会福祉協議会（現・東近江市社会福祉協議会）の発案によって、1973年6月に地元の看板製作会社「久田工芸」で男の子型と女の子型の11体の飛び出し人形が製作され、八日市市（現・東近江市）内に設置されたのが始まりとされる。早くから飛び出し坊やのユニークさに注目していたみうらじゅんは、ここで製作されたものが現在主流のデザインの元祖であるとして、「0系」と命名している。
デザインのバリエーションの多さとユニークさから、『VOW』やABCテレビ『探偵!ナイトスクープ』、tvk『Saku saku』など、メディアに取り上げられることもある。関心の高まりに伴い、滋賀県内を中心に交通事故防止目的だけでなくまちおこしに活用する動きも出ている。まちおこし目的の例として、アニメ版『けいおん!』で主人公らが通う学校のモチーフとされた豊郷町立豊郷小学校のある豊郷町で、同作のキャラクターなどをモデルにした飛び出し坊やが設置されて話題になった。2008年頃からは、東近江市を拠点に活動するMahorovaが中心となって、「0系」に「飛出とび太（とび太くん）」という愛称を付けてゆるキャラ化したりグッズ販売したりする動きも出ている。
2023年11月に公開された映画『翔んで埼玉 〜琵琶湖より愛をこめて〜』では滋賀県を象徴するアイテムとして登場し、「発祥の地」である東近江市の商工会では映画のキャラクターをモチーフにした飛び出し坊やの展示が行われた。

## デザイン
目に入りやすいデザイン・色遣いが多い。手作りのものとホームセンターで売られている既製品がある。地域や年代ごとにデザインは様々で、特に手作りのものは細かなデザインの違いが多い。一部の飛び出し坊やには、顔の部分に写真をはめ込んだものもある。
「坊や」や「小僧」などの名称からわかるように、多くは男の子のデザインであるが、女の子や高齢者のデザインもある。また、児童に人気のある漫画やアニメのキャラクターが描かれることも多く、なかには著作権上問題となりそうなものもある。

聖徳太子にちなむご当地もの。大阪府南河内郡太子町叡福寺近辺。
茨木童子にちなむご当地もの。くり抜いていないタイプ。大阪府茨木市。
「0系」を『けいおん!』の登場人物風にアレンジした豊郷町の「飛び出し女子高生」
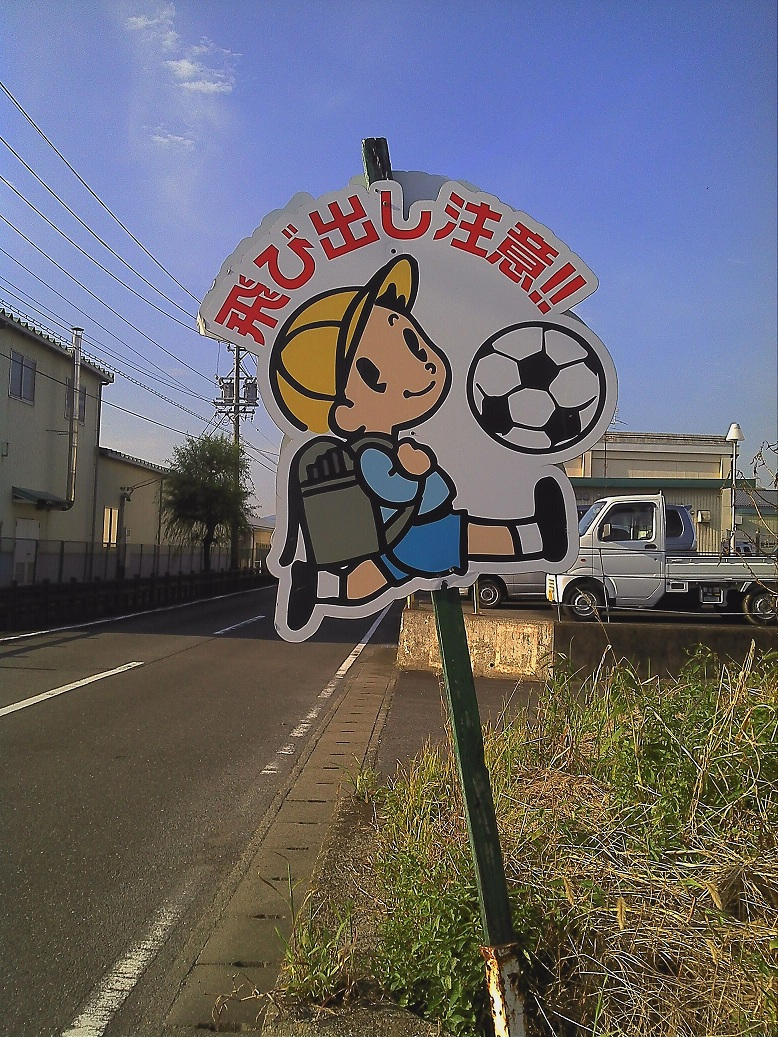
飛び出しサッカー少年。岐阜県大垣市。
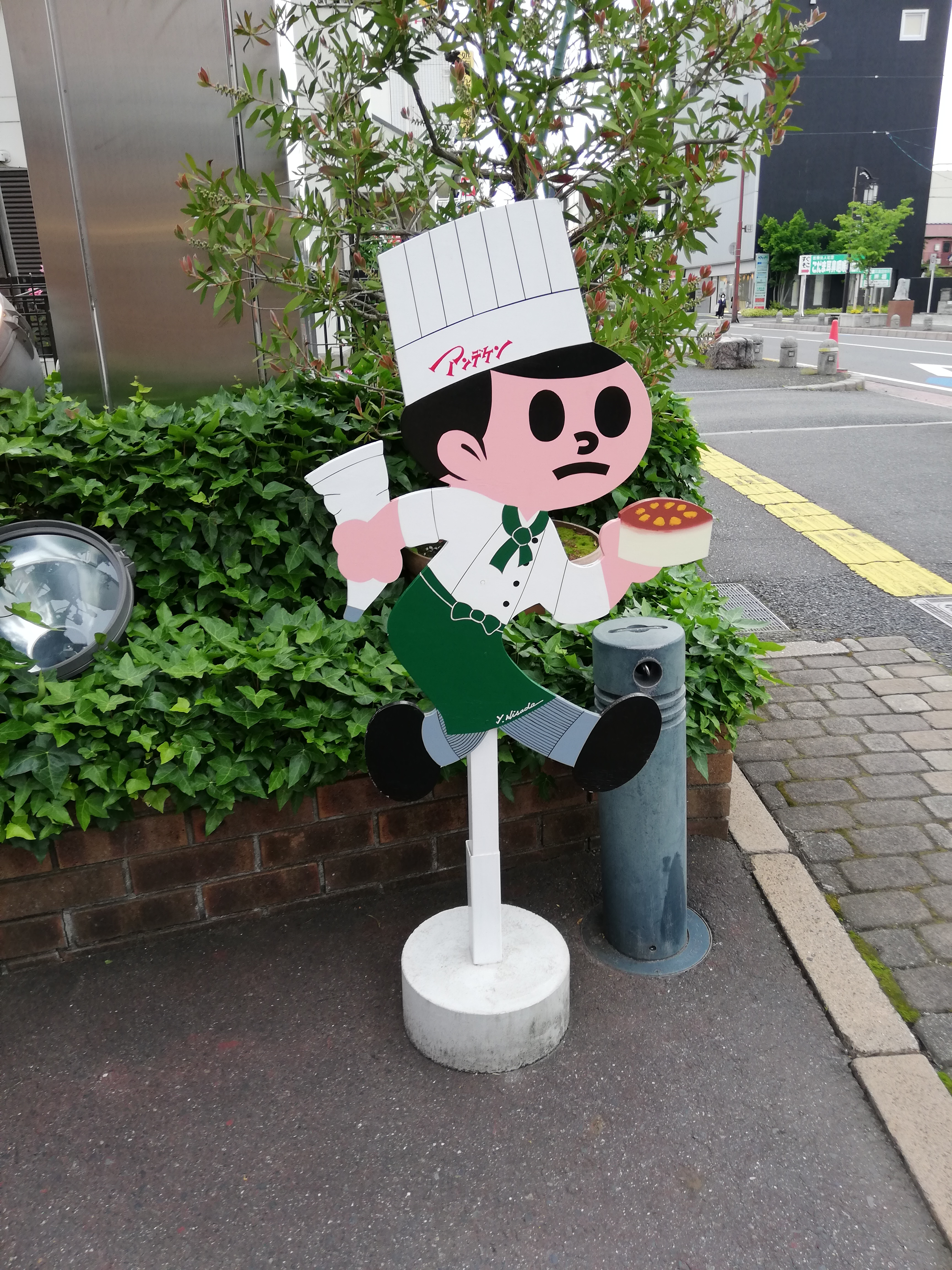
商店の宣伝看板を兼ねて製作・設置されたもの。滋賀県近江八幡市。

## トラブル
設置場所や設置方法によっては飛び出し坊やが通行の妨げになる場合があり、都市部で見かけることは少なくなっている。例えば、2003年9月に兵庫県神戸市西区で乗用車と飛び出し坊やの接触事故が発生し、飛び出し坊やを設置した地元の小学校PTAが車の修理費用を負担した事例がある。
2019年11月頃には、滋賀県近江八幡市安土町で地元中学生が手掛けて設置した飛び出し坊やの一部が盗難に遭う事件があった。